# Eizō Sakuhinshū Vol. 5
Eizō Sakuhinshū Vol. 5 je peti videoalbum japanskog rock sastava Asian Kung-Fu Generation, objavljen 25. ožujka 2009. pod izdavačkom kućom Ki/oon Records.
Na albumu se nalazi 13 pjesama, uglavnom s njihovog četvrtog studijskog albuma World World World. 

## Popis pjesama
| Br. | Skladba                             | Trajanje |
| --- | ----------------------------------- | -------- |
| 1.  | »World World World«                 |          |
| 2.  | »After Dark«                        |          |
| 3.  | »Science Fiction«                   |          |
| 4.  | »Wakusei«                           |          |
| 5.  | »No.9«                              |          |
| 6.  | »Kimi to Iu Hana«                   |          |
| 7.  | »Fujisawa Loser«                    |          |
| 8.  | »Loop & Loop«                       |          |
| 9.  | »Korogaru Iwa, Kimi ni Asa ga Furu« |          |
| 10. | »Aru Machi no Gunjō«                |          |
| 11. | »Travelogue«                        |          |
| 12. | »Natsusemi«                         |          |
| 13. | »Atarashii Sekai«                   |          |